# Pyramidula tetragona
Pyramidula tetragona là một loài Rêu trong họ Funariaceae. Loài này được (Brid.) Brid. mô tả khoa học đầu tiên năm 1819.